# Schloß-Gymnasium Benrath
Das Schloß-Gymnasium Benrath ist ein Gymnasium im Düsseldorfer Stadtteil Benrath.

## Geschichte

### 1907 bis 1945
Das Schloß-Gymnasium Benrath wurde am 29. April 1907 als „Höhere Knabenschule“ im Gebäude des 1933 abgerissenen alten Benrather Bürgermeisteramts an der Hildener Straße (Ecke Paulistraße) eröffnet. Der Schulbetrieb begann mit 31 Sextanern und 14 Schülern der Vorklasse. Es war die erste höhere Schule in der damaligen Gemeinde Benrath und blieb für Jahrzehnte eine reine Jungenschule. 1910 erhielt die Schule die Genehmigung zum Ausbau als „Realprogymnasium“.

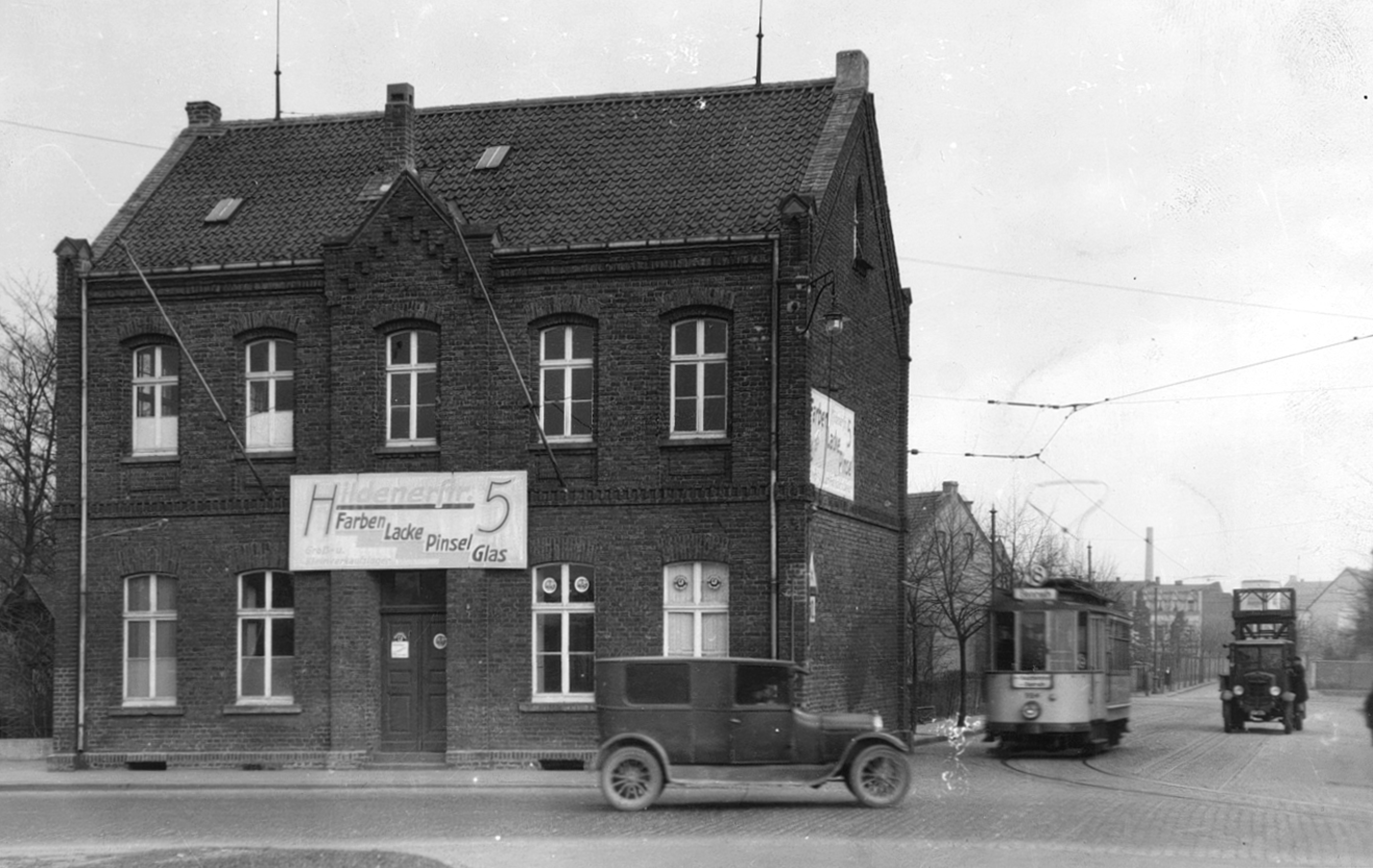
Schloß-Gymnasium 1907–1912

1912 siedelte die Obertertia wegen Raumknappheit in den östlichen Flügel von Benrather Schlosses über, das die Benrather unmittelbar zuvor dem preußischen Staat abgekauft hatten. Im Schuljahr 1912/13 waren endlich alle Klassen mit insgesamt 139 Schülern und 12 Lehrern im östlichen Flügel von Schloss Benrath untergebracht. Ende 1918 bis 1920 wurde das Schulgebäude von englischen und später von belgischen Truppen belegt, der Unterricht musste eingeschränkt in vier externen Gebäuden stattfinden. Erst Ostern 1920 konnte der Schulbetrieb wieder im östlichen Schlossflügel durchgeführt werden. Zugleich erhielt die Schule die Genehmigung zum Ausbau als „Realgymnasium“ mit durchgängigem Unterricht von Sexta bis Oberprima. 1923 erfolgte die erste Abiturprüfung, der sich acht Oberprimaner unterzogen.
1929 wurde die Gemeinde Benrath nach Düsseldorf eingemeindet und Studienrat Heinrich Opladen initiierte das heute noch bestehende Naturkundliche Heimatmuseum Benrath im westlichen Schlossflügel. Im Juni 1937 wurde die Schule in „Hermann-Löns-Schule“ umbenannt. 1943 zog die Wehrmacht in den östlichen Flügel ein und von Oktober 1944 an wurde die Schule für ein Schuljahr geschlossen.

### 1945 bis 1980
Im Oktober 1945 nahm die Schule als „Humanistisches Gymnasium mit neusprachlichem Zweig“ wieder den Betrieb auf. Hans D. Fleischhauer gründete 1949 die Theatergruppe der Schule als „älteste und bekannteste Theatergruppe von allen Düsseldorfer Schulen“ (Benrather Tageblatt, 19. September 1974). 1952 wurde die „Gesellschaft der Freunde des Gymnasiums Benrath“ gegründet. Im Juni 1959 erfolgte eine Umbenennung in „Schloßgymnasium Benrath, städtisches neusprachliches Gymnasium für Jungen“, im Oktober 1960 in „Städtisches Schloßgymnasium Düsseldorf-Benrath, neusprachliches und mathematisch-naturwissenschaftliches Gymnasium“.
1964 wurde die neue Benzenberg-Schulsternwarte im Schlosspark eröffnet. Die seit Jahrzehnten regional und überregional erfolgreiche Schach AG entstand 1965. Im Schuljahr 1967/68 wurden Kollegium und Schülerschaft geteilt. Die Hälfte der Schüler und viele Lehrer wechselten auf das neue Gymnasium Koblenzer Straße in Düsseldorf-Urdenbach. Ab 1975/76 erfolgte die Neugestaltung der gymnasialen Oberstufe am Schloß-Gymnasium. 1976 errichtete die Stadt Düsseldorf Baracken auf den heutigen Obstwiesen, da die Räume im östlichen Flügel nicht mehr ausreichten.

### Seit 1980

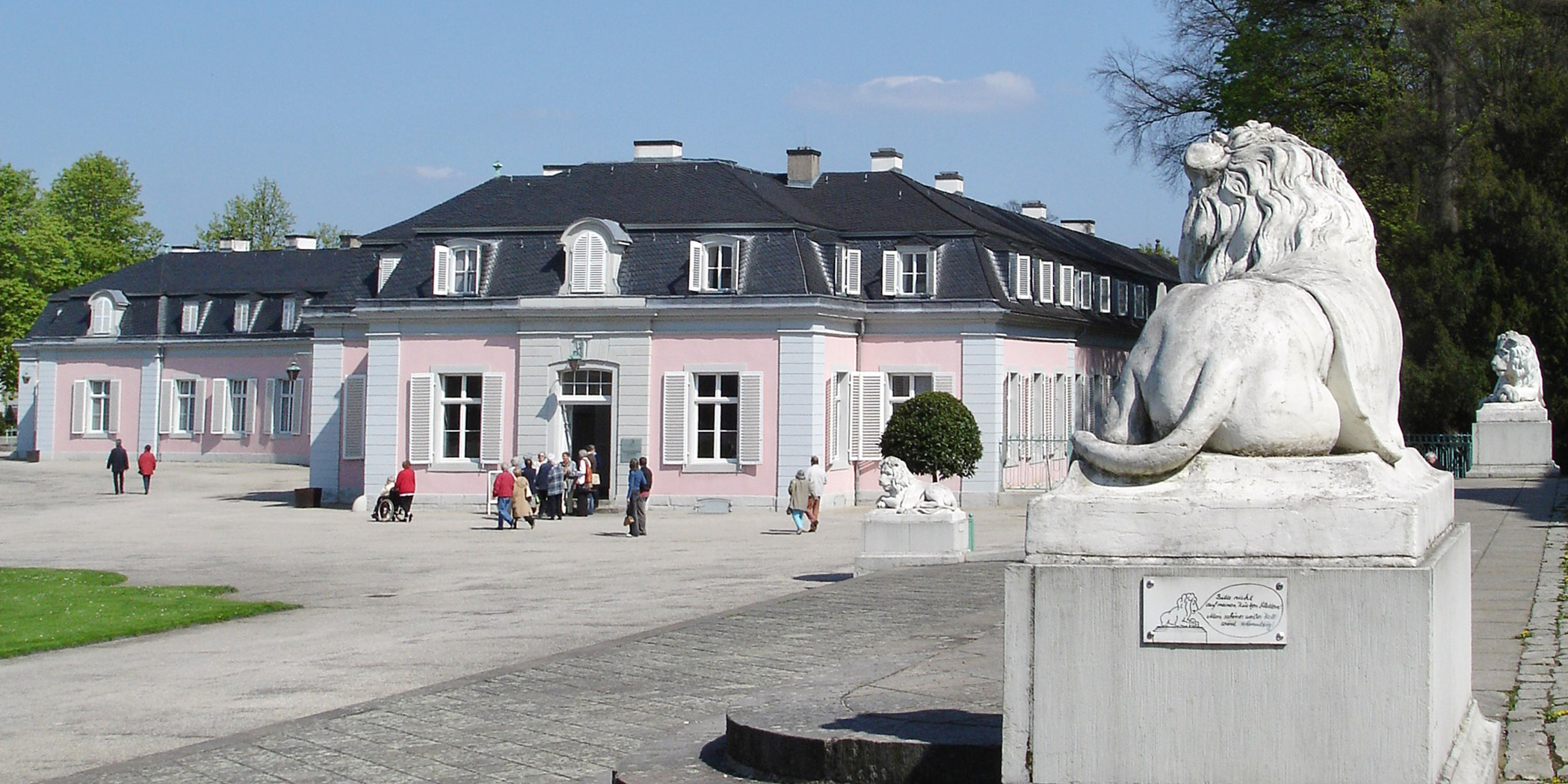
Schloß-Gymnasium 1912 bis 1980

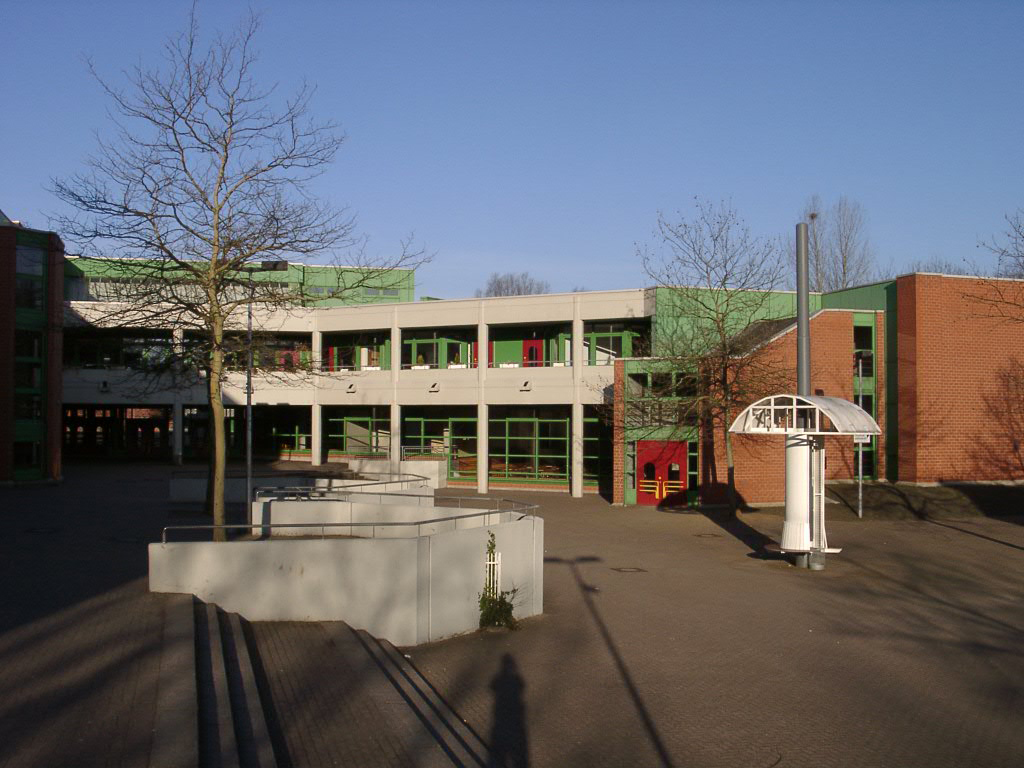
Schloß-Gymnasium seit 1980

Im Sommer 1980 zieht die Schule mit 700 Schülern aus dem östlichen Schlossflügel in das neu errichtete Schulzentrum an der Wimpfener Straße. Das neue Gebäude befindet sich etwa 1 km nördlich von Schloss Benrath und beherbergt zugleich die Realschule Benrath. Erstmals werden auch Mädchen aufgenommen. Der Umzug ermöglicht vor allem den Naturwissenschaften und Fächern wie Kunst oder Musik Unterricht in speziellen Fachräumen. Hinzu kommen eine Aula für 400 Personen und eine große Sporthalle mit Sportplatz. 1997 bis 2013 wird die Schule mit Sigrid Belzer erstmals von einer Schulleiterin verwaltet.
2000 schließt das Schloß-Gymnasium einen Kooperationsvertrag mit Cognis (heute BASF), 2008 zusätzlich mit der Ergo Versicherung. Nach Abriss der alten Sternwarte im Schloss-Park wird 2003 eine neue Schul-Sternwarte am Sportplatz eröffnet. Im selben Jahr richtet die Schule ein naturwissenschaftliches Profil ein mit NaWi-Club in der Unterstufe, Fachprofilklassen ab Stufe 8 und Bio-Chemie-Differenzierungskursen. Sie erhält das Siegel als „Berufswahl- und ausbildungsfreundliche Schule“, den Bundesschulpreis „Fit for Job“ und den „Hugo-Henkel-Preis“. Seit 2004 werden Latein und Französisch ab Klasse 6 unterrichtet.
Nach Einrichtung eines lehrer- und fächerorientierten Raumkonzepts wird die Schule 2009 offiziell Ganztagsschule. 2011 bis 2014 erfolgt eine umfangreiche Renovierung der naturwissenschaftlichen Fachräume und der Sporthalle. Im Schuljahr 2011/2012 wird der neue 67,5-Minuten-Takt eingeführt. Im Februar 2014 eröffnet im Erdgeschoss die neue schuleigene Mensa mit Selbstlernzentrum.
Im Zuge der sogenannten „Benrather Rochade“ fand am 3. Mai 2023 der Spatenstich zu einem kompletten Neubau statt. Dieser befindet sich auf einem ca. 1 km entfernten Gelände einer ehemaligen Papierfabrik, das zuletzt brach lag. Bei Kosten von 180 Millionen EURO entstand hier der Neubau des Schloss-Gymnasiums mit einer Bruttogeschossfläche von 17.565 m2 sowie der Neubau der angrenzenden Realschule mit einer Bruttogeschossfläche von 16.925 m2. Die Gebäude beider Schulen erstrecken sich bis in das 4. OG. Beide Schulen teilen sich eine Vierfach-Sporthalle mit einer Bruttogeschossfläche von 5.490 m2, die ebenfalls auf dem Gelände entsteht. Der Umzug in die neuen Gebäude fand am 27. Februar 2025 (Gymnasium) statt bzw. ist für Sommer 2025 (Realschule) geplant.
Am 22. Mai 2025 wurde der Neubau gemeinsam mit der Vierfach‑Sporthalle offiziell feierlich eingeweiht – im Beisein von Oberbürgermeister Dr. Stephan Keller – und symbolisch zum Schulbetrieb übergeben. Die Räumlichkeiten bieten moderne Lern- und Aufenthaltsbereiche: Cluster‑Anordnung der Klassenzimmer, Aula, Mensa, große Pausenhalle mit Freitreppe, Dachschulhof mit Soccer‑Cage sowie eine öffentlich zugängliche Schülersternwarte. Die neue Vierfach‑Sporthalle steht auch lokalen Vereinen zur Verfügung.
Nach dem Großbrand am Schulzentrum Rankestraße in Erkrath am 13. Mai 2025 wurden rund 1.200 betroffene Schüler sowie Lehrkräfte aus dem Gymnasium und der Realschule Hochdahl kurzfristig am ehemaligen Standort des Schloss‑Gymnasiums Benrath aufgenommen. Ab dem 26. Mai 2025 standen dort 45 Unterrichtsräume zur Verfügung, später bis zu 70, und täglich pendelten Schulbusse der Rheinbahn zwischen Erkrath und Düsseldorf. Diese Übergangslösung bleibt voraussichtlich bis Februar 2026 bestehen.

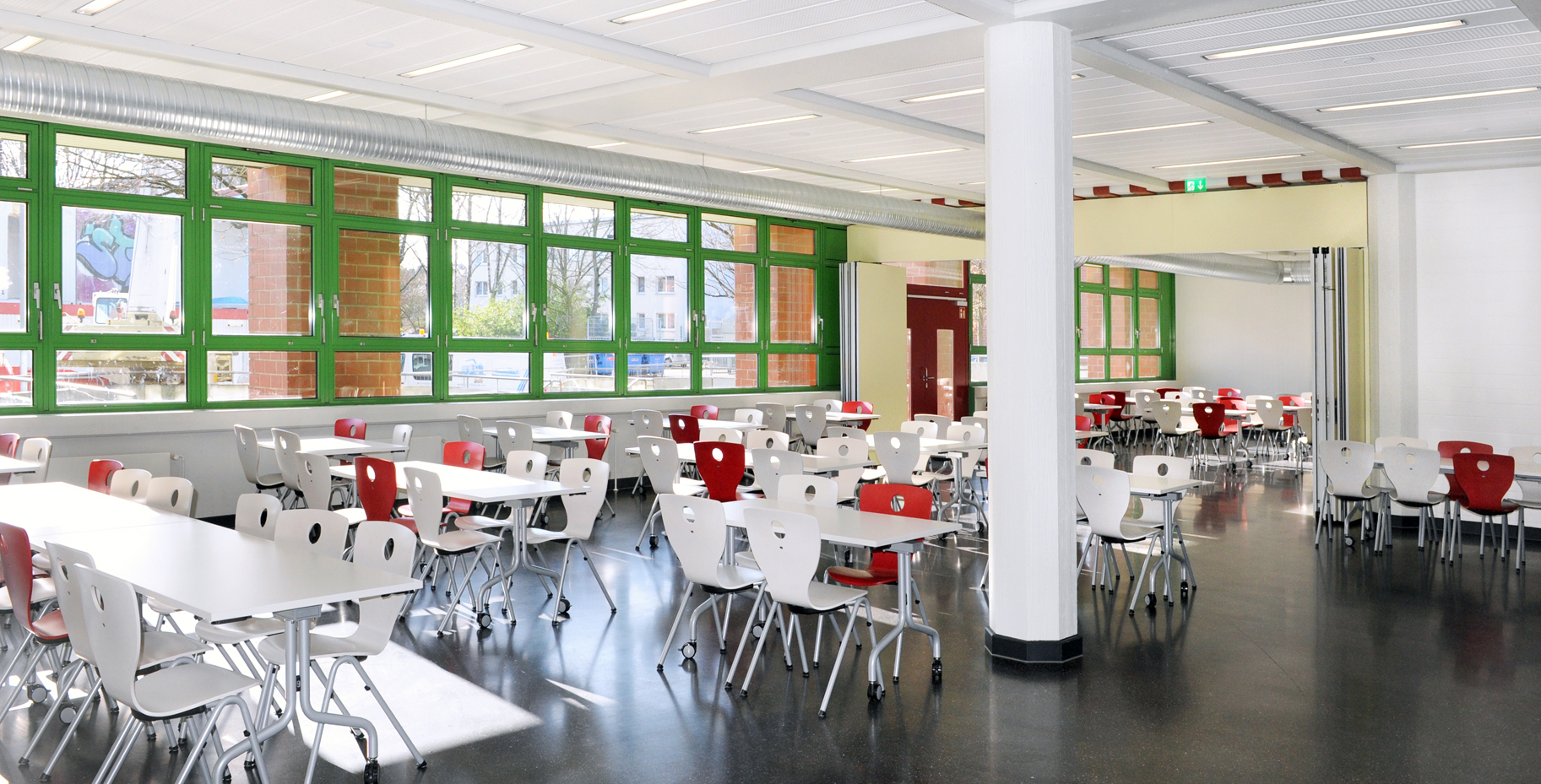
Mensa

## Unterrichtliches Profil
Die Klasse 5 beginnt mit Englisch als erste Fremdsprache. In Klasse 7 kommt Französisch oder Latein nach Wahl als zweite Fremdsprache hinzu. War es zuvor nur möglich, ab Jahrgangsstufe 11 Spanisch als dritte Fremdsprache zu wählen, so wird dies den Schülern ab dem Schuljahr 2008/2009 bereits in Klasse 8 angeboten.
Mit dem Wechsel in die 8. Klasse ist eine Neugliederung des Klassenverbands verbunden. Die Schüler wechseln in sogenannte Fachprofilklassen nach Wahl, die entweder naturwissenschaftlichen (Biologie-Chemie oder Informatik), fremdsprachlichen (Spanisch und Erdkunde bilingual Englisch) oder wirtschaftsorientierten Unterricht als Schwerpunkt haben. Bei der Wahl der Leistungskurse der Oberstufe kann den Schülerinnen und Schülern ein weites Spektrum angeboten werden.

## Individualisierter Ganztag

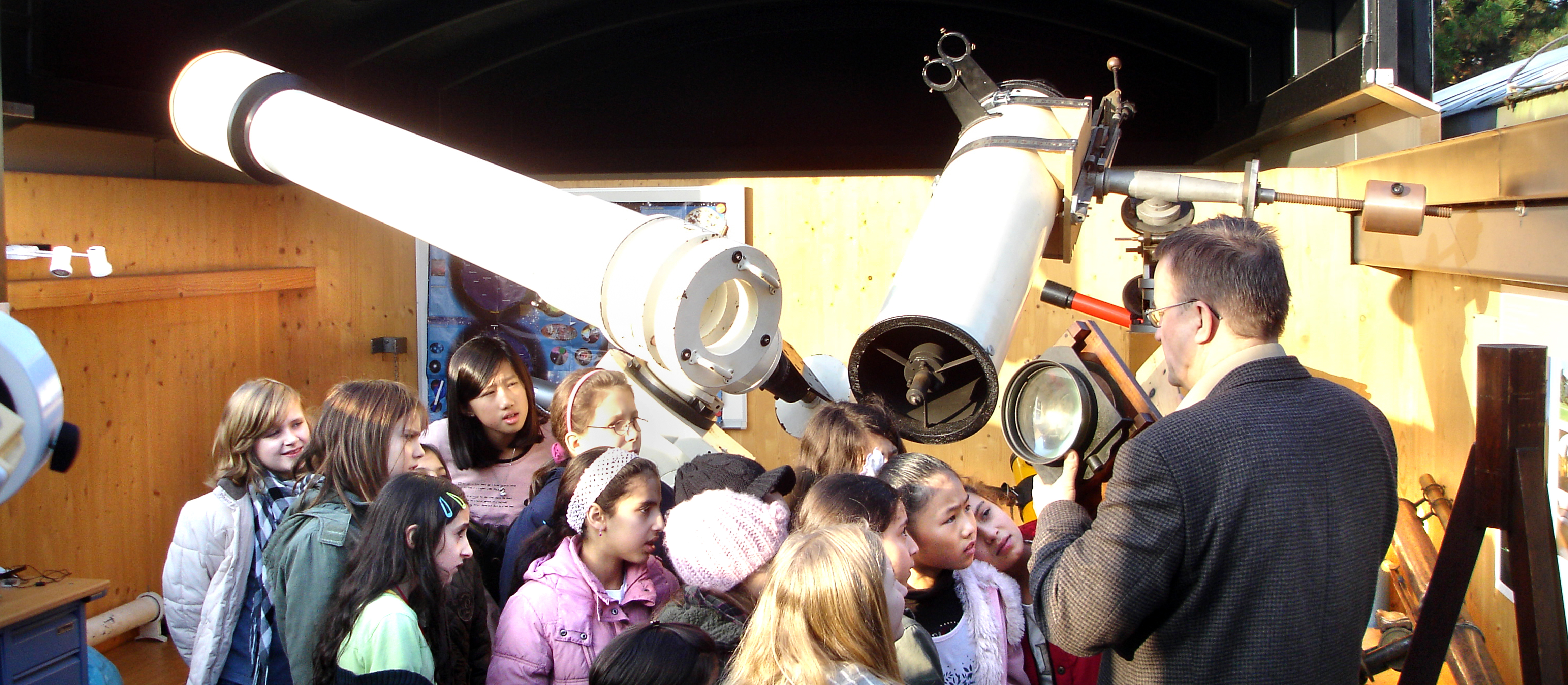
Sternwarte

Jeder Schüler erhält einen persönlichen Schulplaner zur Dokumentation der individuellen Langtage, als Hausaufgabenheft und Kommunikationsmittel zwischen Schule und Elternhaus. Neben gelegentlichem Fachunterricht am Nachmittag kann individuell zwischen Lernzeiten, Hausaufgabenbetreuung, Schülerhilfe und Arbeitsgemeinschaften ausgewählt werden.
In den Klassen 5 bis 7 wird ein Nawi-Club angeboten, der zusätzlich zum regulären Unterricht Einblicke in wissenschaftliche Arbeitsmethoden gibt, zum Beispiel auf dem Gebiet der Astronomie oder der Wetterkunde.
Daneben bietet die Schule außerhalb der Schulstunden Arbeitsgemeinschaften wie zum Beispiel Theater, Instrumentalspiel, Gesang, Lesen, Schach, Basteln, Schmuckherstellung, Trickfilm, Tastenschreiben, Bridge, Akrobatik, Badminton, Basketball, Fußball, Flag-Football, Golf, Rudern, Tischtennis, Yoga, Tanz usw.
Auch Sprachzertifikate wie Delf oder Cambridge können außerunterrichtlich erworben werden. Russisch wird als AG angeboten. Hinzu kommen freiwillige Sozialpraktika und die Ausbildung zum Streitschlichter.

## Kooperationen

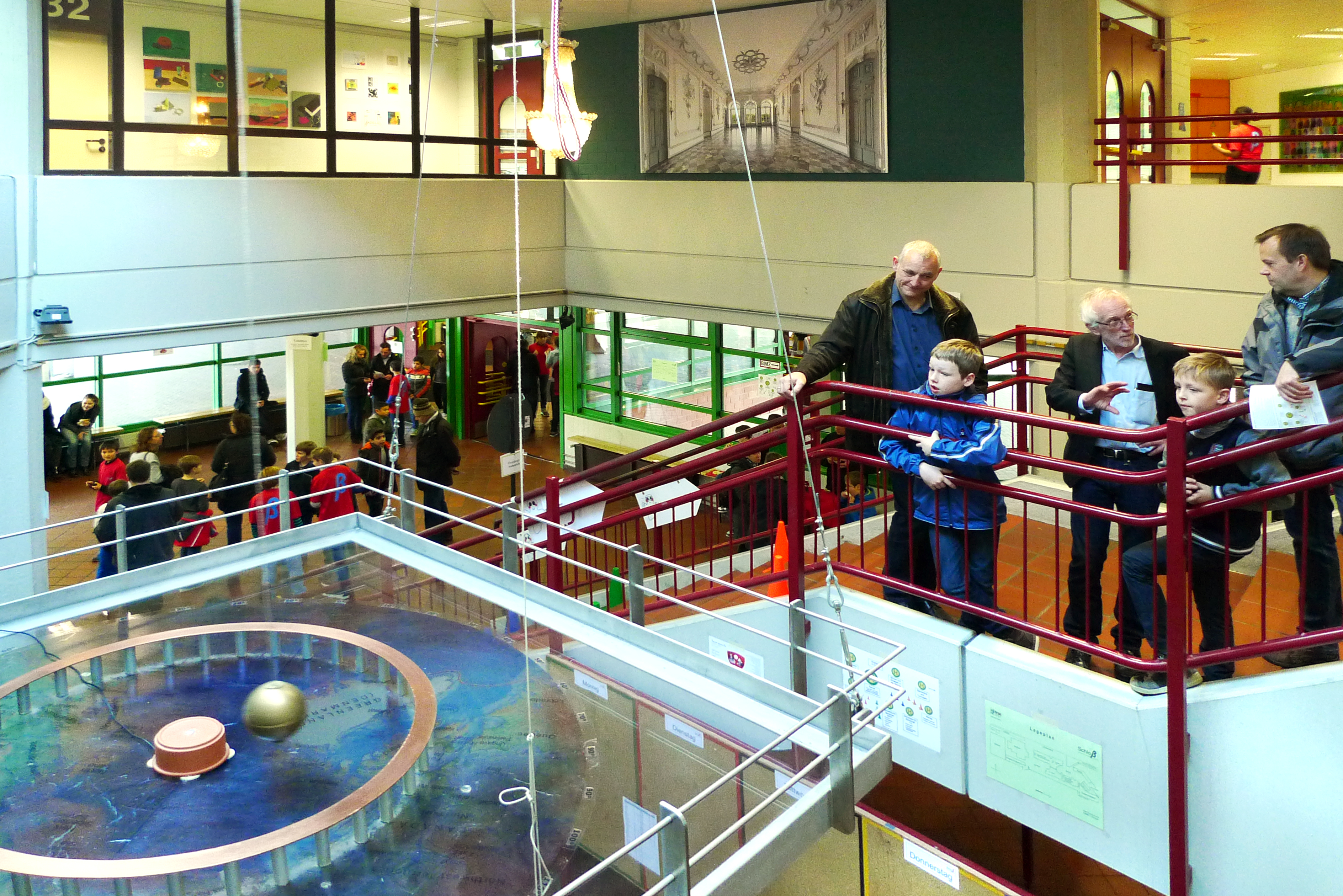
Foyer

Das Schloß-Gymnasium kooperiert seit vielen Jahren mit den Unternehmen BASF und der Ergo Versicherung. Außerdem ist es vernetzt mit Henkel und der Heinrich-Heine-Universität. Dank Unterstützung von Henkel konnte 2007 zum 100. Geburtstag der Schule ein Foucaultsches Pendel im Foyer eingerichtet werden. Seit 2014 besteht auch eine enge Kooperation mit der Stiftung Schloss und Park Benrath. Im Foyer konnte ein großes Panoramafoto des Vestibüls von Schloss Benrath und ein original Kronleuchter aus Schloss Benrath eingeweiht werden.
Seit 2009 kooperiert der im Schloß-Gymnasium Benrath gegründete gemeinnützige JelGi e. V. mit Schott Music und zahlreichen pädagogischen Instituten.

## Bekannte Schüler
- Wim Wenders (* 1945), Regisseur
- Klaus Lage (* 1950), Sänger[12]
- Hanns-Dietrich Schmidt (* 1955), Dramaturg und Professor
- Thorsten Dirks (* 1963), Luftverkehrs-Manager
- Rudolf Mellinghoff (* 1954), Verfassungsrichter und Präsident des BFH[13]
- Marten Linßen (* 1998), Basketballnationalspieler